# Apamea chalybaeata
Apamea chalybaeata är en fjärilsart som beskrevs av Walker 1865. Apamea chalybaeata ingår i släktet Apamea och familjen nattflyn. Inga underarter finns listade i Catalogue of Life.